# Ослянка
Осля́нка — самая высокая вершина Среднего Урала. Высота 1119 м. Расположена на северо-востоке Кизеловского района, к северу от административной границы с Горнозаводским районом. В осевой части Среднего Урала, к северу от хребта Басеги, к востоко-юго-востоку от горы Няровский Камень.
Существует две версии происхождения названия горы. По названию реки — Ослянка, от старинного русского слова «осла» — оселок, речной точильный камень. По форме горы, от слова «ослядь» или «оследина» — бревно.
Гора вытянута меридионально, на 16 км. Гребень выровненный, преимущественно широкий; местами узкий, крутой, скалистый. Имеет несколько вершин; главная расположена в центральной части горы, смещена к восточному склону, имеет конусообразную форму. Склоны крутые; наибольшую крутизну имеют северный и восточный склоны. В северной половине горы находятся скальные выходы и останцы выветривания. Склоны покрыты курумами; на гребне развиты нагорные террасы. Отмечен сход лавин.
Сложена кварцевыми и полевошпато-кварцевыми кварцито-песчаниками верхнепротерозойского возраста.
Растительность: до высоты 750-800 м над уровнем моря склоны покрыты пихтово-еловым лесом. Выше берёзовые криволесья и горно-тундровые растительные сообщества, далее гольцы.